# Breheimen
Le Breheimen est un massif de montagnes situé dans le comté de Vestland en Norvège. Son nom signifie « maison des glaciers » et il abrite en effet de nombreux glaciers, dont le Jostedalsbreen, le plus important du pays. Le massif est en partie protégé par les parcs nationaux de Breheimen et de Jostedalsbreen.

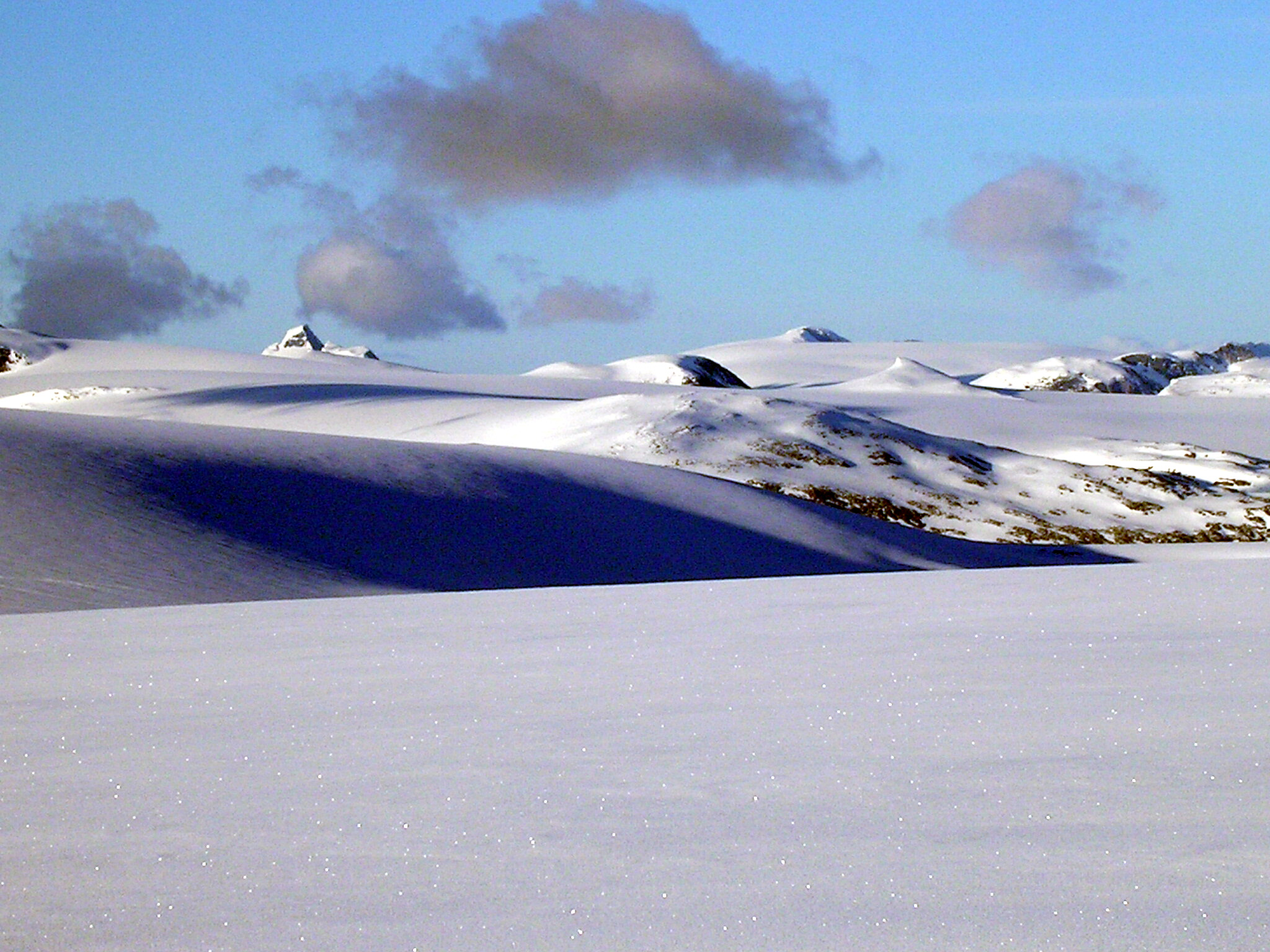
Lodalskåpa (à gauche) et Brenibba (à droite), vus depuis Myklebustbreen.